# ドンファンのじゃじゃ馬娘
| 専門評論家によるレビュー      | 専門評論家によるレビュー |
| レビュー・スコア              | レビュー・スコア         |
| 出典                          | 評価                     |
| ----------------------------- | ------------------------ |
| AllMusic                      | [ 2 ]                    |
| Christgau's Record Guide      | B–                       |
| Encyclopedia of Popular Music | [ 4 ]                    |
| MusicHound Rock               | [ 5 ]                    |
| Pitchfork                     | 6.1/10                   |
| Rolling Stone                 | (not rated)              |
| The Rolling Stone Album Guide | [ 8 ]                    |

『ドンファンのじゃじゃ馬娘』（Don Juan's Reckless Daughter）は、1977年に発売されたカナダ人シンガー、ジョニ・ミッチェルの2枚組アルバム。ミッチェルの9番目のアルバムは非常に実験的なスタイルで、前年の『逃避行』のフュージョン・サウンドをさらに推し進めたものとなっている。ミッチェルはアサイラム・レコードとの契約満了が近いことから、これまでの作品よりも売れなくても構わないと考えていたと述べている。
『ドンファンのじゃじゃ馬娘』は1977年に発売されるとさまざまな評価を受けたが、ビルボード・チャートの25位に達し、発売後3ヶ月でゴールドディスクに認定された。

## 背景と内容
アルバムの多くは実験的なものだが、特に6台のギターが同時に演奏されるが、一部のギターは他とは異なる調弦が施され、ボーカルにエコーが掛けられた「オーヴァーチュア」や、ラテン・パーカッションの非常に長いインストルメンタルの「第十世界」、そしてパーカッションとチャカ・カーンを含む声だけをフィーチャーした「ドリームランド」などが顕著である。
その中で最も実験的な曲は、サイド 2全部を占める、16分におよぶピアノの即興演奏とフルオーケストラで編曲された「パプリカ・プレインズ」である。この中でミッチェルはカナダ先住民の絶望とアルコール依存症というテーマに触れながら、彼らが頻繁に訪れるバーでの深夜の集まりを一人称で物語っている。物語のある時点で、話し手は雨を見るために物語の舞台（深夜のバー）を離れて夢の国に入り、ライナーノートには印刷されているが歌われていない歌詞は無邪気な幼年期の記憶、核爆発および夢見るものを見つめる無表情な部族の混ざり合ったものに変化する。雨が止んでから話し手は屋内に戻る。アンソニー・フォーセットとの対談で「パプリカ・プレインズ」についてミッチェルは：
この創造的な過程の即興的で自然発生的な側面は - 今でも詩人のように - ハンマーとノミで音楽に言葉をセットすることです。時には流れてゆくが、多くの場合は概念によってブロックされます。そして、あなたが自由な意識を書いているのなら（私は時々、このパズルの小さなピースを組み合わせているので、私ができることを思い出すために時々行います）、それが初めて話されたかのように最終結果は流れていかなければなりません。
と述べている。
「オフ・ナイト・バックストリート」が「ジェリコ」とのカップリングでシングル発売されたがチャート入りはしなかった。
アルバム収録曲のうち、「ジェリコ」と「夢の国」の2曲は以前にリリースされたもので、「ジェリコ」はミッチェルの1974年のライブアルバム『マイルズ・オブ・アイルズ』に、「夢の国」はロジャー・マッギンの『海賊』に収録されていた。
『ドンファンのじゃじゃ馬娘』には、ウェザー・リポートのジャコ・パストリアス、ウェイン・ショーター、マノロ・バドレーナおよびアレックス・アクーニャをはじめとして、著名なジャズ・ミュージシャンが参加している。

## アートワーク
このアルバムのジャケットはミッチェルの3枚の写真が使われたフォトモンタージュとなっている。
最前面では、「名声の高いオルター・エゴである、アール・ヌーボーという名のヒップスター」として黒塗りをしている
。

## 収録曲
| 全作詞・作曲: 特記あるものを除きジョニ・ミッチェル。 |                                                                        |                                      |                                      |      |
| #                                                    | タイトル                                                               | 作詞                                 | 作曲・編曲                           | 時間 |
| 1.                                                   | 「オーヴァーチュア～コットン・アヴェニュー」(Overture – Cotton Avenue) | 特記あるものを除きジョニ・ミッチェル | 特記あるものを除きジョニ・ミッチェル | 6:41 |
| 2.                                                   | 「トーク・トゥ・ミー」(Talk to Me)                                     | 特記あるものを除きジョニ・ミッチェル | 特記あるものを除きジョニ・ミッチェル | 3:45 |
| 3.                                                   | 「ジェリコ」(Jericho)                                                  | 特記あるものを除きジョニ・ミッチェル | 特記あるものを除きジョニ・ミッチェル | 3:22 |

| #  | タイトル                                 | 作詞 | 作曲・編曲 | 時間  |
| -- | ---------------------------------------- | ---- | ---------- | ----- |
| 1. | 「パプリカ・プレインズ」(Paprika Plains) |      |            | 16:21 |

| #  | タイトル                                     | 作詞・作曲                                                                                               | 時間 |
| -- | -------------------------------------------- | --- | ---- |
| 1. | 「オーティスとマーリーナ」(Otis and Marlena) | | 4:09 |
| 2. | 「第十世界」(The Tenth World)                | ジョニ・ミッチェル、ドン・アライアス、アレックス・アクーニャ、アイアート・モレイラ、ジャコ・パストリアス | 6:45 |
| 3. | 「夢の国」(Dreamland)                        | | 4:38 |

| #  | タイトル                                                    | 作詞 | 作曲・編曲 | 時間 |
| -- | ----------------------------------------------------------- | ---- | ---------- | ---- |
| 1. | 「ドンファンのじゃじゃ馬娘」(Don Juan's Reckless Daughter') |      |            | 6:36 |
| 2. | 「オフ・ナイト・バックストリート」(Off Night Backstreet)    |      |            | 3:20 |
| 3. | 「絹のヴェール」(The Silky Veils of Ardor)                  |      |            | 4:01 |

## 録音メンバー
ミュージシャン
- ジョニ・ミッチェル - ボーカル、ギター、ピアノ（「パプリカ・プレインズ」）
- ジャコ・パストリアス - ベースギター、ボンゴ（「第十世界」）、カウベル（「夢の国」）
- ジョン・ゲラン（英語版） – ドラム
- ウェイン・ショーター – ソプラノサックス （「ジェリコ」「パプリカ・プレインズ」）
- アレックス・アクーニャ - コンガ、カウベル、バックボーカル（「第十世界」）、シェイカー（「夢の国」）、アンクル・ベル（「ドンファンのじゃじゃ馬娘」）
- ドン・アライアス  - ボンゴ（「ジェリコ」）、コンガ、クラベス、バックボーカル（「第十世界」）、スネアドラム、サンドペーパー・ブロック（「夢の国」）、シェイカー（「ドンファンのじゃじゃ馬娘」）
- マノロ・バドレーナ - コンガ（「夢の国」）、コーヒー缶（「第十世界」）、リードボーカル（「第十世界」）、"in spirit" （「ドンファンのじゃじゃ馬娘」）
- アイアート・モレイラ - スルド（「第十世界」「夢の国」）
- ラリー・カールトン - エレクトリックギター（「オーティスとマーリーナ」）
- ミシェル・コロンビエ - ピアノ（「オーティスとマーリーナ」）
- チャカ・カーン - バックボーカル（「第十世界」「夢の国」）
- グレン・フライ、J.D.サウザー - バックボーカル(「オフ・ナイト・バックストリート」)
- マイケル・ギブス - オーケストラアレンジおよび指揮（「パプリカ・プレインズ」「オフ・ナイト・バックストリート」）
- ボビー・ホール（英語版） – "in spirit" （「ドンファンのじゃじゃ馬娘」）
- El Bwyd – the split-tongued spirit （「ドンファンのじゃじゃ馬娘」）

製作
- ヘンリー・レヴィー、スティーヴ・カッツ（英語版） - 製作、ミキシング
- ロバート・アッシュ – アシスタントエンジニア
- フランク・ライコ – オーケストラレコーディング
- グレン・クリステンセン – アートディレクション
- レス・クリムス（英語版） – ミッチェルのドレスのアートワーク
- ノーマン・シーフ（英語版） – 撮影
- キース・ウィリアムソン – 印画

## チャート
| チャート（1977–1978）                        | 最高位 |
| -------------------------------------------- | ------ |
| オーストラリア アルバム（Kent Music Report） | 39     |
| カナダ (RPM)                                 | 28     |
| UK アルバムズ (OCC)                          | 20     |
| US Billboard 200                             | 25     |